# Старая Икшурма
Старая Икшурма — село в Сабинском районе Татарстана. Административный центр Староикшурминского сельского поселения.

## География
Находится в северо-западной части Татарстана на расстоянии приблизительно 17 км на юго-восток по прямой от районного центра поселка Богатые Сабы у речки Мёша.

## История
Основано во второй половине XVII века, упоминалось также как Три Сосны, Куюк. В начале XX века действовала Никольская церковь и школа. Жители деревни (крещёные татары) в конце XIX — начале XX веков из православия обратились в большинстве своем в ислам.
По сведениям переписи 1897 года, в деревне Старая Икшурма (Куюки) Мамадышского уезда Казанской губернии жили 1034 человека (477 мужчин и 557 женщин), из них 872 православных, 140 мусульман.

## Население
Постоянных жителей было: в 1782 году — 138 душ мужского пола, в 1859—814, в 1897—1064, в 1908—911, в 1920—1041, в 1926—943, в 1938—717, в 1949—505, в 1970—736, в 1979—720, в 1989—577, 537 в 2002 году (татары 85 %), 472 в 2010.